# Uredo acaciae-bursariae
Uredo acaciae-bursariae ist eine Ständerpilzart aus der Ordnung der Rostpilze (Pucciniales). Der Pilz ist ein Endoparasit des Hülsenfrüchtlers Acacia bursaria. Symptome des Befalls durch die Art sind Rostflecken und Pusteln auf den Blattoberflächen der Wirtspflanzen. Sie ist in Mittelamerika verbreitet. Da bislang nur ihre Nebenfruchtform bekannt ist, wird sie in die Formgattung Uredo eingeordnet.

## Merkmale

### Makroskopische Merkmale
Uredo acaciae-bursariae ist mit bloßem Auge nur anhand der auf der Oberfläche des Wirtes hervortretenden Sporenlager zu erkennen. Sie wachsen in Nestern, die als gelbliche bis braune Flecken und Pusteln auf den Blattoberflächen erscheinen.

### Mikroskopische Merkmale
Das Myzel von Uredo acaciae-bursariae wächst wie bei allen Uredo-Arten interzellulär und bildet Saugfäden, die in das Speichergewebe des Wirtes wachsen. Die Spermogonien und Aecien der Art sind nicht bekannt. Die unterseitig auf den Wirtsblättern wachsenden Uredien des Pilzes sind schokoladenbraun und besitzen Paraphysen. Ihre annähernd kastanienbraunen Uredosporen sind 26–31 × 17–20 µm groß, eiförmig bis ellipsoid und stachelwarzig. Die Telien der Art sind unbekannt.

## Verbreitung
Das bekannte Verbreitungsgebiet von Uredo acaciae-bursariae umfasst Mexiko und Guatemala.

## Ökologie
Die Wirtspflanze von Uredo acaciae-bursariae ist Acacia bursaria. Der Pilz ernährt sich von den im Speichergewebe der Pflanzen vorhandenen Nährstoffen, seine Sporenlager brechen später durch die Blattoberfläche und setzen Sporen frei. Die Art durchläuft einen vermutlich makrozyklischen Entwicklungszyklus mit Spermogonien, Aecien, Uredien und Telien. Ob sie einen Wirtswechsel durchmacht, lässt sich mangels Aecien und Spermogonien nicht feststellen.